# Sonata Arctica
Sonata Arctica je power metal sastav iz grada Kemi u Finskoj, osnovan 1996. godine.

## Životopis
Ideja o formiranju sastava kao sto je Sonata Arctica se rodila 1996. godine u gradu Kemi koji se nalazi na sjeveru Finske. Pod prvobitnim nazivom, Tricky Beans izdaje tri demosnimke - Friend till the End, Agre Pamppers i PeaceMaker i svira dvaput s Jyrki Sähkösirkusom. 
Nakon nekih osobnih promjena 1997. godine, postava mijenja naziv u Tricky Means. Za metal javnost je bila dovoljno zanimljiva izjava na samom početku da je Tricky Means ekperimentirao i varirao u muzičkim stilovima čak i daleko od heavy metal zvuka. 1999. godine Tricky Means snima novi demo FullMoon u Tico Tico Studiju (Kemi). U tom trenutku postava se sastojala od vokala/klavijaturste Tonyja, Jania - gitara, Tommya - bubnjevi iJannea - bas. Novi demo bio je prvi potez benda u vodama heavy metala. Zvuk je karakterizirao brz, melodičan i klavijaturno orijentiran heavy metal s čistim i jakim vokalom. Demo koji su snimili dospio je do finske izdavačke kuće Spinefarm Records kada su članovi odlučili ponovo promijeniti naziv sastava u Sonata Arctica. 1999. godine izlazi i prvi singl Sonata Arctice UnOpened. Dvije najbolje pjesme s ovog singla UnOpened i Mary-Lou su obilježile sam početak sastava na power metal sceni. Iako nije sve bilo sjajno, prilikom prvog mixanja singla prva pjesma Unopened je slučajno usporena i tako poslana u glazbene radnje. Otprilike 200 kopija je prodano dok nije uočena greška, dok se danas ta izdanja smatraju veoma rijetkim materijalom. 
U jesen 1999. godine izlazi debi full-length album Ecliptica koji je najprije bio izdan u Finskoj, a zatim malo kasnije i u ostalim državama. Prošavsi vrlo uspješno Ecliptica je otvorila vrata Sonati Arctici sudjelovanju na dva tribute materijala. Snimili su I Want Out od Helloweena za njihov tribute album Keepers of Jericho i Still Loving You od Scorpionsa za A Tribute to The Scorpions.
Ubrzo nakon izlaska prvog albuma, Tony Kakko je odlučio se usredotočiti na vokal, jer je do tada svirao i klavijature pored pjevanja. Mikko Harkin (ex. Kenziner) se priključuje sastavu da bih spasio Tonyja klavijatura. Ova promjena je doprinijela energičnijim nastupima, kao i veliki odskok zbog samog postojanja dvojice klavijatursta i boljem snalaženju na live nastupima. Uspjesi su se redali od početka 2000. godine. Ubrzo nakon izdanja Ecliptica Sonata Arctica je nastupala sa Stratovariusom na europskoj turneji tako što je izabrana u konkurenciji od 32 člana iz 15 različitih izdavačkih kuca. Turneja je počela u travnju 2000. sa Stratovariusom i Rhapsodyem. Trajala je dva mjeseca kroz deset zemalja s oko 30 nastupa. Veoma uspješna turneja je prethodila mini CD-u Successor. 
Ubrzo je došlo do manjih promjena u okviru sastava kada Janne Kivilahti odlučuje napustiti sastav iz osobnih razloga. Njega je zamijenio Marko Paasikoski, inače jedan od osnivača Tricky Beansa. Te iste godine nakon dosta uspjeha, Sonata Arctica je predložena za najvrednije novo otkriće - Emma nagradu u Finskoj.
U vrijeme najveće slave sastav radi i drugi album. Singl s drugog albuma Wolf & Raven je izašao u svibnju 2001. godine i prošao veoma dobro. Prvi album je prodan u Japanu u više od 30 000 kopija što je bio dovoljan razlog da se drugi album Silence najprije pojavi na tom prostoru. 2001. održali su turneju po Finskoj i jednom dijelu Europe.  U srpnju je uslijedila europska turneja kao podrška sastavu Gamma Ray. Ova turneja je trajala pet tjedana, a završila nastupom u Helsinkiju u Finskoj. što je bilo pravo zadovoljstvo za fanove Sonate.
Na kraju 2002. sastav iz osobnih razloga napušta klavijaturist Mikko Harkin, a zamjenjuje ga Jens Johansson iz Stratovariusa, koji se brinuo oko solo dionica na klavijaturama. Tada sastav izdaje svoj treći album Winterheart's Guild. Po završetku ugovora s Spinefarm Recordsom, sastav potpisuje za Nuclear Blast. Četvrti studijski album Reckoning Night pušten je u prodaju u listopadu 2004. Uslijedio je nastup s Nightwishom na europskoj turneji, te samostalni nastupi u SAD-u i Kanadi. 2006. izlazi live izdanje For the Sake of Revenge s koncerta u Tokiju.

## Sastav

### Sadašnji članovi
- Toni Kakko – vokali, klavijature (1996. -)
- Elias Viljanen – gitara (2007. -)
- Marko Paasikoski – bas-gitara (prije gitara, 2000. -)
- Tommy Portimo – bubnjevi (1996. -)
- Henrik Klingenberg – klavijature (2003. -)

### Bivši članovi
- Jani Limatainen – gitara (1996. – 2007.)
- Mikko Harkin – klavijature (2000. – 2002.)
- Janne Kivilahti – bas-gitara (1999. – 2000.)
- Pentti Peura – bas-gitara (1996. – 1999.)

### Gostujući glazbenici
- Jens Johansson – solo dionice na klavijaturi za Winterheart's Guild
- Nik Van-Eckmann – šaptalački dio na Silence i Reckoning Night
- Timo Kotipelto – pjevao u pjesmi "False News Travel Fast"
- Renay Gonzalez – ženski šapat u pjesmi "The End of This Chapter"

## Diskografija
Studijski albumi
- Ecliptica (1999.)
- Silence (2001.)
- Winterheart's Guild (2003.)
- Reckoning Night (2004.)
- Unia (2007.)
- The Days of Grays (2009.)
- Stones Grow Her Name (2012.)
- Pariah's Child (2014.)
- The Ninth Hour (2016.)
- Talviyö (2019.)
- Acoustic Adventures – Volume One (2022.)
- Acoustic Adventures – Volume Two (2022.)
- Clear Cold Beyond (2024.)

Koncertni albumi
- Songs of Silence - Live in Tokyo (2002.)
- For the Sake of Revenge (2006.)
- Live in Finland (2011.)

EP-ovi
- Successor (2000.)
- Orientation (2001.)
- Takatalvi (2003.)
- Dont Say a Word (2004.)

Demo uradci
- Friend 'till the End (1996.)
- Agre Pamppers (1996.)
- PeaceMaker (1997.)
- FullMoon (1999.)

## Vanjske poveznice
- Sonata Arctica službena stranica
- Winterheart's Guild videoigra  Arhivirana inačica izvorne stranice od 21. srpnja 2012. (Wayback Machine)
- Tekstovi Sonate Arctice
- Sonata Arctica UK Fansite  Arhivirana inačica izvorne stranice od 26. studenoga 2009. (Wayback Machine)